# Alfredo Palacio
Alfredo Palacio   (Guayaquil, 22 de gener de 1939 - Guayaquil, 22 de maig de 2025) va ser un metge equatorià i president de l'Equador des del 20 d'abril del 2005 al 15 de gener del 2007.

## Biografia
Alfredo Palacio, de professió metge, va ser Ministre de Salut Pública entre 1994 i 1996, dins el govern de Sixto Durán Ballén, i va tenir una destacada tasca durant la guerra del Cenepa.
Posteriorment, Palacio va ser vicepresident durant el govern de Lucio Gutiérrez. Després de la revuelta de los forajidos i la destitució de Lucio Gutiérrez, Palacio assumí la presidència el 20 d'abril de 2005.